# Pheidole plagiaria
Pheidole plagiaria är en myrart som beskrevs av Smith 1860. Pheidole plagiaria ingår i släktet Pheidole och familjen myror.

## Underarter
Arten delas in i följande underarter:
- P. p. moica
- P. p. palawanica
- P. p. plagiaria
- P. p. rectilineata